# Usellus
Usellus – miejscowość i gmina we Włoszech, w regionie Sardynia, w prowincji Oristano.
Według danych na rok 2004 gminę zamieszkiwało 919 osób, 26,3 os./km². Graniczy z Albagiara, Ales, Gonnosnò, Mogorella, Villa Verde i Villaurbana.